# Csehi
Csehi ist eine ungarische Gemeinde im Kreis Vasvár im Komitat Vas.

## Geografische Lage
Csehi liegt 32,5 Kilometer südöstlich des Komitatssitzes Szombathely und 11 Kilometer südöstlich der Kreisstadt Vasvár. Nachbargemeinden sind Csipkerek, Csehimindszent, Mikosszéplak, Bérbaltavár, Olaszfa und Oszkó.

## Geschichte
Im Jahr 1913 gab es in der damaligen Kleingemeinde 112 Häuser und 737 Einwohner auf einer Fläche von 1585 Katastraljochen. Sie gehörte zu dieser Zeit zum Bezirk Vasvár im Komitat Vas.

## Söhne und Töchter der Gemeinde
- Ferenc Hollendonner (1882–1935), Biologe, Paläontologe und Hochschullehrer

## Sehenswürdigkeiten
- Ferenc-Hollendonner-Gedenkstätte, erschaffen 1982 von Gyula Simon
- Jézus-Szíve-Standbild, erschaffen 1911 von József Kondor
- Kruzifix (Szőlőhegyi kereszt) aus dem Jahr 1851, südwestlich in den Weinbergen gelegen
- Marienstatue mit Kind, erschaffen 1900 von Mihály Pentz
- Patrona-Hungariae-Standbild aus dem Jahr 1885
- Römisch-katholische Kirche Szent Antal, erbaut 1760 im spätbarocken Stil
- Weltkriegsdenkmal

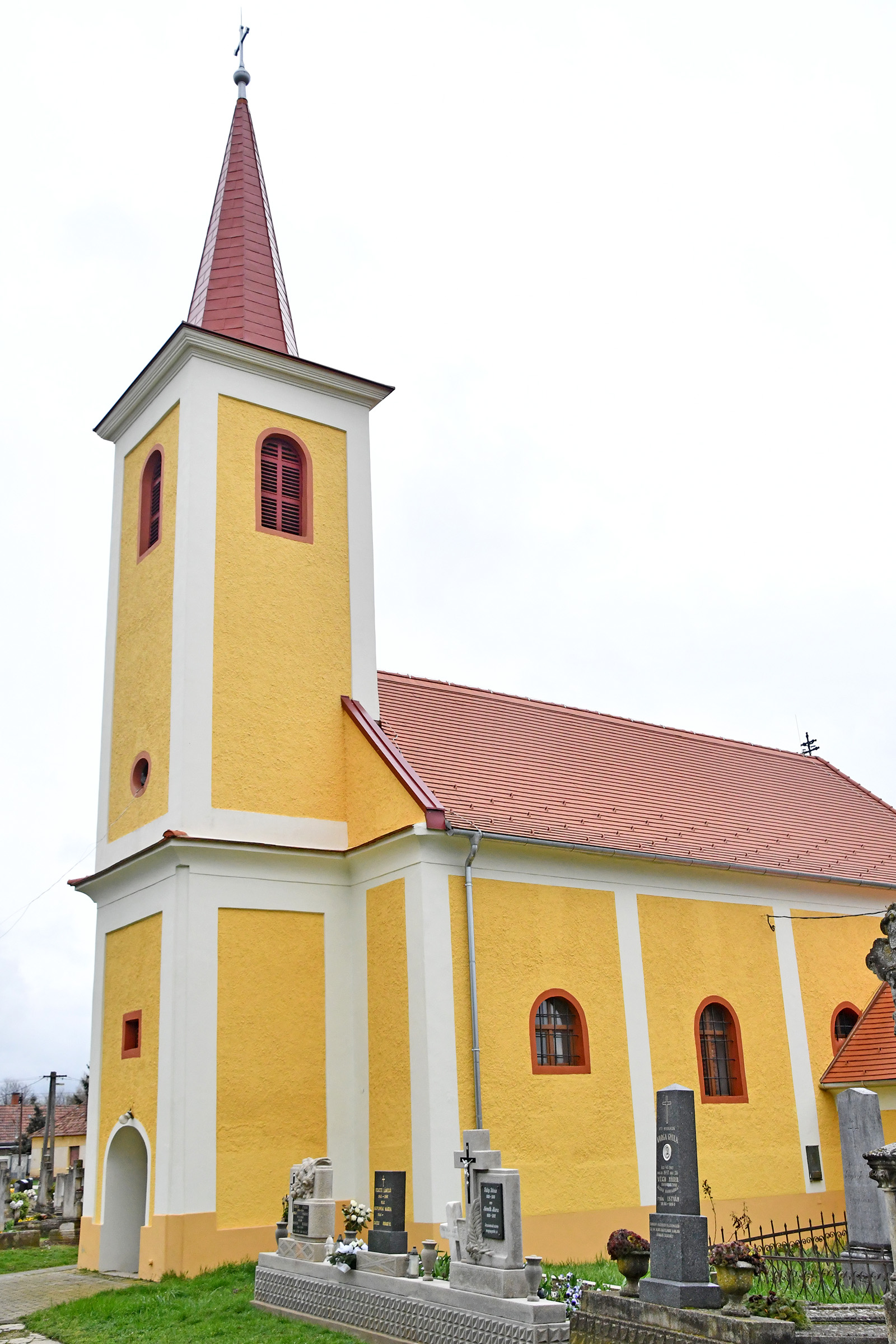
Römisch-katholische Kirche Szent Antal
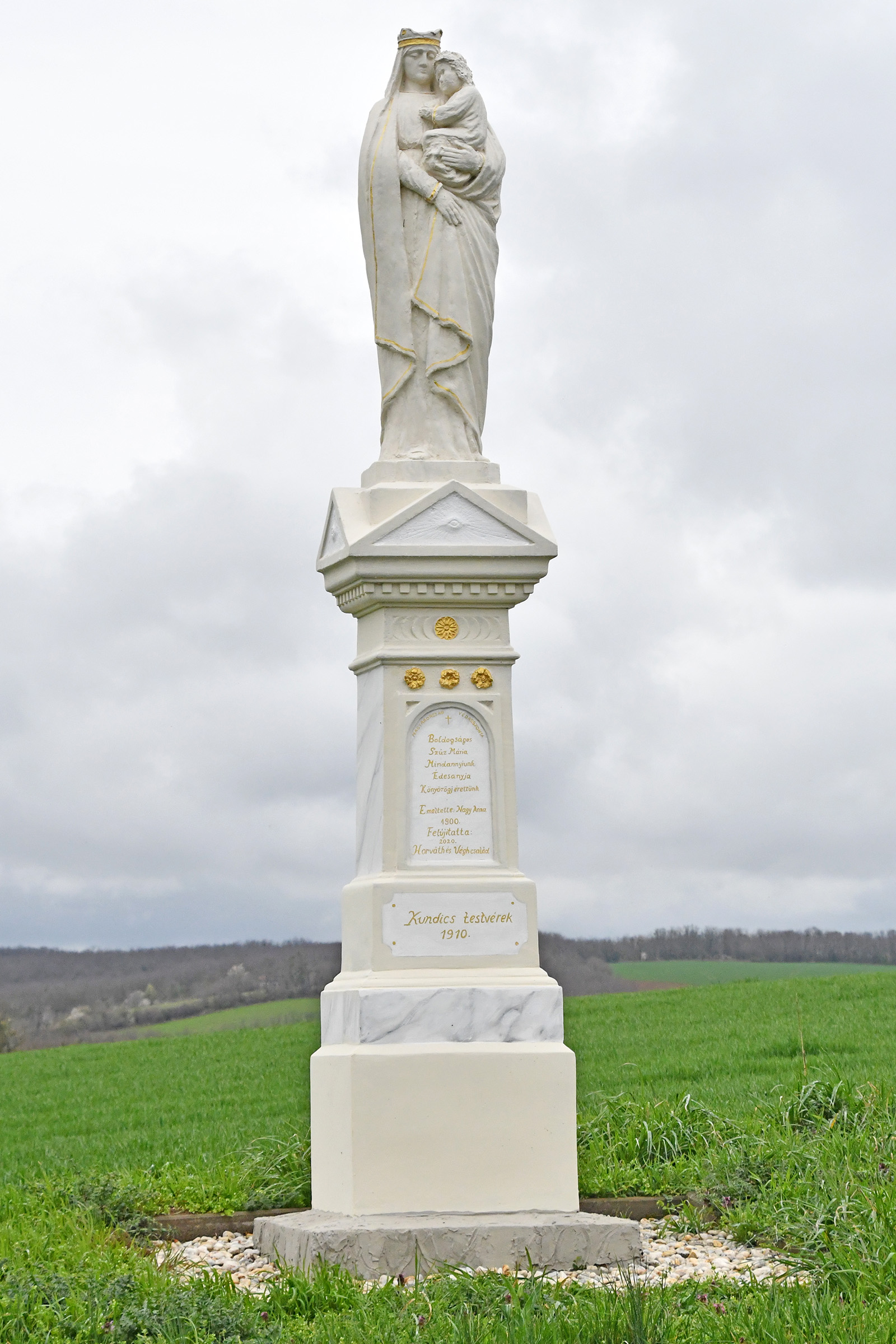
Marienstatue
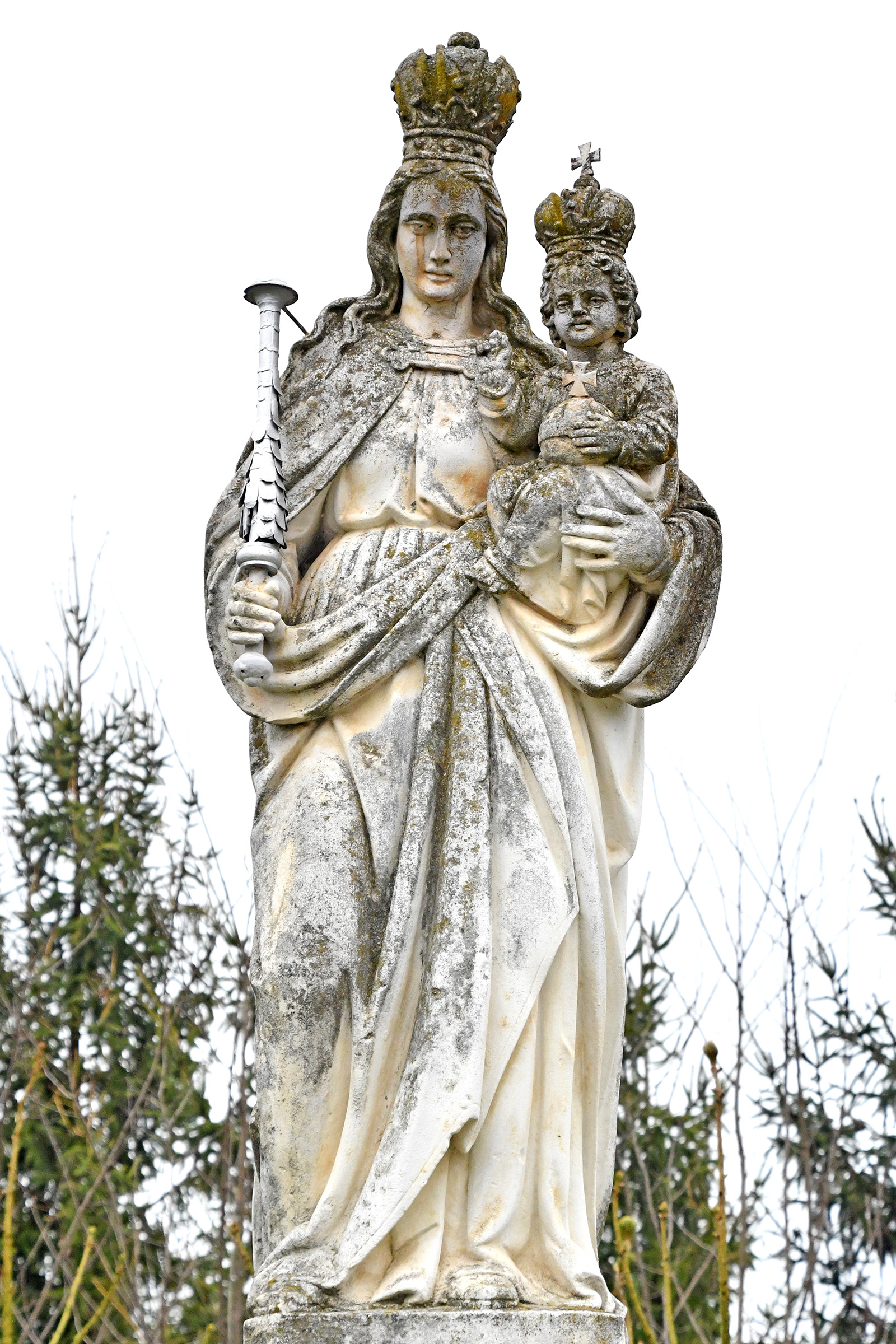
Patrona-Hungariae-Standbild
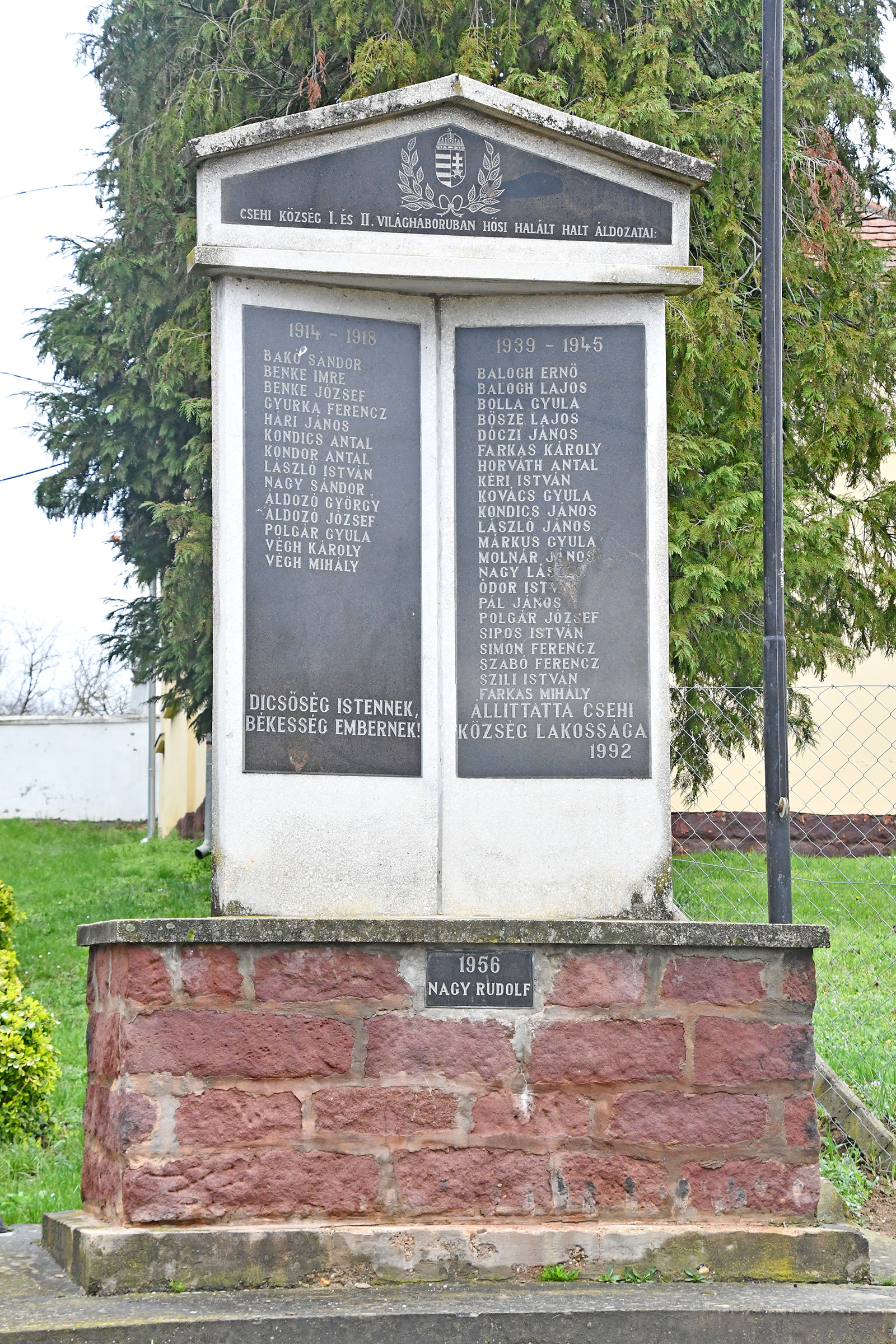
Weltkriegsdenkmal

## Verkehr
Durch Csehi verläuft die Landstraße Nr. 7382. Es bestehen Busverbindungen über Oszkó nach Vasvár, über Csehimindszent nach Mikosszéplak, über Bérbaltavár nach Nagytilaj sowie über Kám und Rum nach Szombathely. Der nächstgelegene Bahnhof befindet sich in Vasvár.